# Синя пташка
«Синя пташка» (рос. «Синяя птичка») — радянський художній фільм 1954 року, знятий Ерастом Гаріним і Хесею Локшиною на Кіностудії ім. М. Горького.

## Сюжет
Сюжет висміює перестраховиків і бюрократів.

## У ролях
- Ераст Гарін — Пєтухов
- Петро Берьозов — Фікусов
- Юрій Саранцев — Яблочкін
- Муза Крепкогорська — секретарка
- Тетяна Баришева — тітка Нюся

## Знімальна група
- Режисери — Ераст Гарін, Хеся Локшина
- Сценаристи — Володимир Диховичний, Моріс Слободськой
- Оператор — Михайло Бруєвич
- Композитор — Олександр Цфасман
- Художник — Ірина Захарова